# Araeogyia castanea
Araeogyia castanea är en fjärilsart som beskrevs av George Francis Hampson 1892. Araeogyia castanea ingår i släktet Araeogyia och familjen snigelspinnare. Inga underarter finns listade i Catalogue of Life.